# Araucaria subulata
Araucaria subulata ist eine Pflanzenart aus der Gattung der Araukarien (Araucaria). Es handelt sich um einen Endemiten der zu Neukaledonien gehörenden Insel Grande Terre.

## Beschreibung

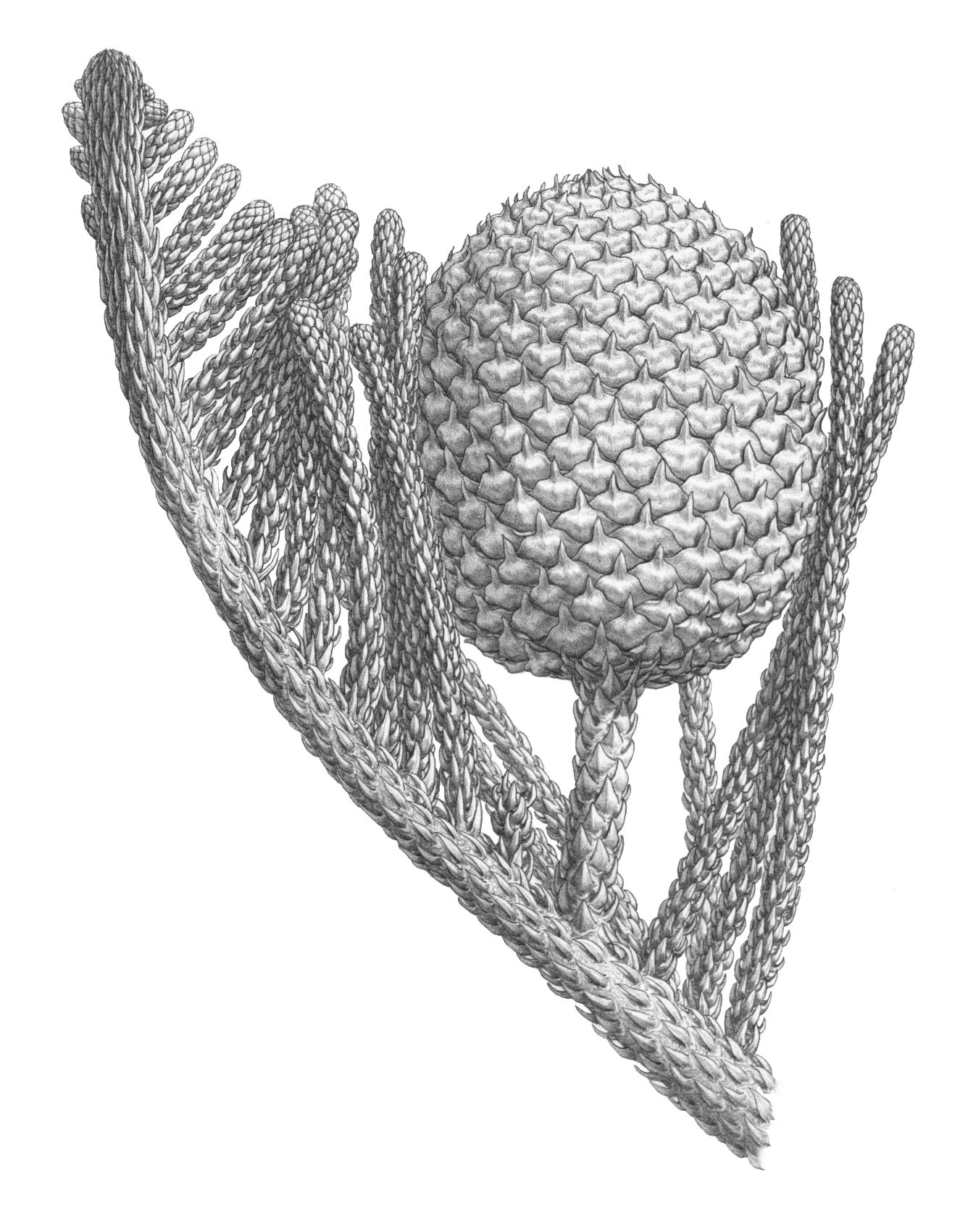
Zeichnung eines Zweiges mit einem weiblichen Zapfen

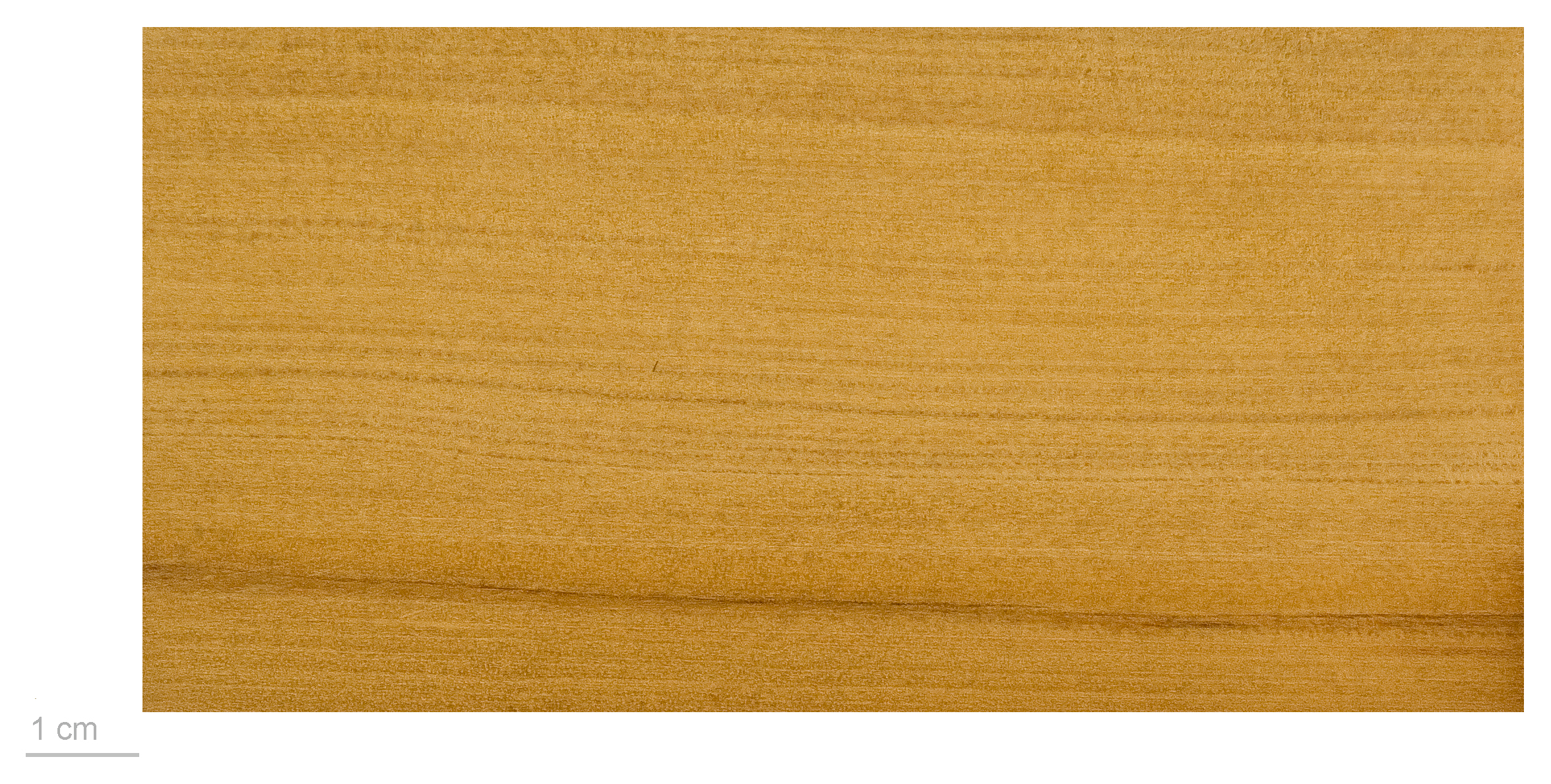
Araucaria subulata, Holz

Araucaria subulata wächst als immergrüner Baum, der Wuchshöhen von bis zu 50 Meter erreichen kann. Die graue Borke blättert in dünnen Streifen ab. Die Äste werden 5 bis 9 Millimeter dick.
An jungen Exemplaren sind die schuppenartigen Blätter annähernd lanzettförmig und einwärts gebogen. An älteren Exemplaren sind die sich dachziegelartig überdeckenden, schuppenartigen Blätter bei einer Länge von 4 bis 6 Millimeter und einer Breite von 2 bis 2,5 Millimeter gekielt-lanzettförmig mit einer ausgeprägten Mittelrippe. Sie sind einwärtsgebogen.
Die männlichen Blütenzapfen sind bei einer Länge von 5 bis 10 Zentimeter und einem Durchmesser von 1,2 bis 1,3 Zentimeter zylindrisch geformt. Sie enthalten dreieckige Mikrosporophylle mit zehn Pollensäcken. Die weiblichen Zapfen sind bei einer Länge von 11 bis 12 Zentimeter und einem Durchmesser von 7 bis 9 Zentimeter kugelig geformt. Der eiförmige Samen wird rund 3 Zentimeter lang und besitzt einen fast rechteckigen Flügel.

## Vorkommen
Das natürliche Verbreitungsgebiet von Araucaria subulata umfasst die Insel Grande Terre. Im Norden der Insel findet man sie nur am Mont Ignambi. Im Süden erstreckt sich ihr Verbreitungsgebiet von Canala und dem Table Unio über den Mont Dzumac bis zum Mont des Sources und dem Rivière Bleue.
Araucaria subulata gedeiht in Höhenlagen von 150 bis 1900 Metern. Man findet sie vor allem auf Böden, die sich auf ultramafischem Gestein entwickeln. Sie wächst meist in dichten und feuchten Regenwäldern, wo sie vor allem in Schluchten und steilen Tälern zu finden ist.

## Systematik
Araucaria subulata gehört zur Sektion Eutacta innerhalb der Gattung der Araukarien (Araucaria). Die Erstbeschreibung als Araucaria subulata erfolgte 1862 durch Eugène Vieillard  in Annales des Sciences Naturelles; Botanique, série 4, 16, S. 55. Synonyme für Araucaria subulata Vieill. sind Eutacta subulata (Vieill.) Carrière und Araucaria balansae Brongn. & Griseb.

## Gefährdung und Schutz
Araucaria subulata wird in der Roten Liste der IUCN als „gering gefährdet“ geführt. Als Hauptgefährdungsgrund werden die häufig auftretenden Waldbrände und die damit einhergehende Zerstückelung des Verbreitungsgebietes genannt.